# Coryphasia fasciiventris
Coryphasia fasciiventris là một loài nhện trong họ Salticidae.
Loài này thuộc chi Coryphasia. Coryphasia fasciiventris được Eugène Simon miêu tả năm 1902.